# داوید فرانکفورتر
داوید فرانکفورتر (آلمانی: David Frankfurter; ۹ ژوئیهٔ ۱۹۰۹ – ۱۹ ژوئیهٔ ۱۹۸۲) یهودی اهل کرواسی بود. او برای ترور رهبر شعبهٔ سوئیس حزب نازی آلمان، ویلهلم گوستلوف در ۱۹۳۶ در داووس سوئیس شناخته‌شده‌است.
داوید فرانکفورتر محاکمه و به حبس ابد محکوم شد. او در سال ۱۹۴۵ مورد بخشش قرار گرفت و از سوئیس اخراج شد.
پس از آزادی از زندان، او مجبور به ترک سوئیس شد و به فلسطین سفر کرد. فرانکفورتر در تل‌آویو مستقر شد. فرانکفورتر بعدها کارمند وزارت دفاع اسرائیل و سپس به عنوان افسر ارتش اسرائیل مشغول به فعالیت شد. او تا سال ۱۹۸۲ در چند شهر اسراییل زندگی و کار کرد.
فرانکفورتر در رمت گن اسرائیل، در ۱۹ ژوئیه ۱۹۸۲ در ۷۳ سالگی درگذشت.
وی همچنین برندهٔ جوایزی همچون کمک‌هزینه گوگنهایم شده‌است.